# Schöppenstedter Turm
| \| \|                                                                                |
| Der Schöppenstedter Turm. Der Verlauf der Braunschweiger Landwehr ist blau markiert. |
| Schöppenstedter Turm · Karte Braunschweigs mit dem Verlauf der Landwehr.             |

Der Schöppenstedter Turm war einer von sieben Wehrtürmen der Braunschweiger Landwehr, der mittelalterlichen, äußeren Befestigung der Stadt Braunschweig. Er befand sich an der östlichen früheren Stadtgrenze am Übergang über Mittelriede und Wabe, an der heutigen Helmstedter Straße (Bundesstraße 1) bei Klein Schöppenstedt.

## Geschichte

Der Schöppenstedter Turm um 1839, Stich von Wilhelm Pätz (1800–1856)

Schöppenstedter Turm 1899

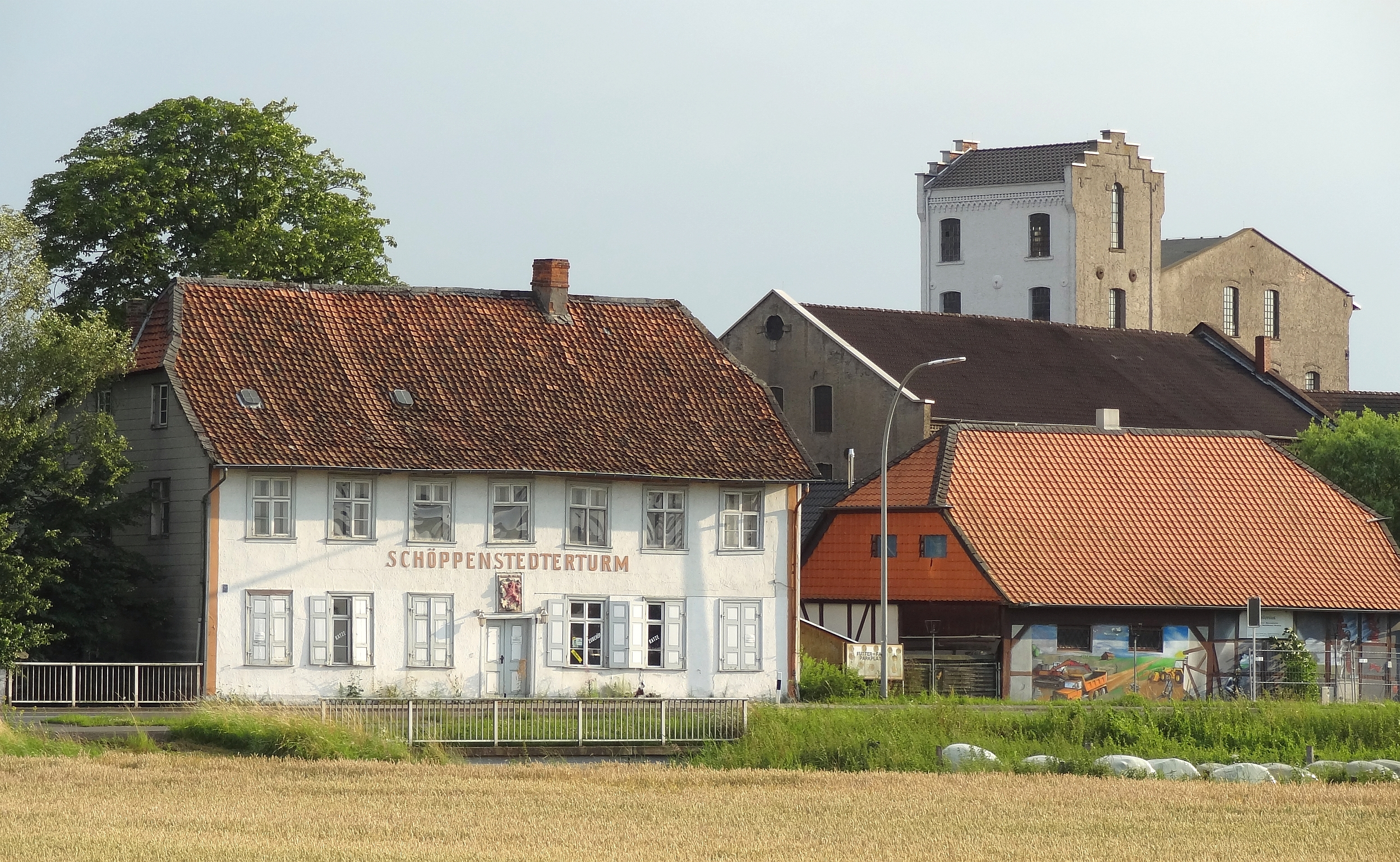
Schöppenstedter Turm 2012

Nachdem der Rat der Stadt im Jahr 1376 beschlossen hatte, mit der Landwehr einen äußeren Verteidigungswall im Braunschweiger Umland zu errichten, weit vor den eigentlichen Stadtbefestigungsanlagen, wurde um 1390 ein Wehrturm erbaut. Der Turm lag etwa fünf Kilometer östlich vor den Toren der Stadt am Handelsweg Richtung Schöppenstedt und Königslutter. Dieser querte dort Mittelriede und Wabe sowie deren Auen, die wegen des sumpfigen Geländes im Verlauf der Landwehr eine natürliche Barriere bildeten.
Ende des 18. Jahrhunderts verlor die Landwehr ihre militärische Bedeutung. Die Wehrtürme, auch der Schöppenstedter Turm, wurden geschleift. Die Nebengebäude gingen in Privateigentum über und dienten als Gasthaus.
Im Jahr 1864 errichtete die Braunschweigische Maschinenbauanstalt AG eine Zuckerfabrik am Schöppenstedter Turm, die im Jahr 1902 durch den Bahnhof Rautheim Anschluss an die Bahnlinie der Braunschweig-Schöninger Eisenbahn (BSE) erhielt. Der Betrieb der Zuckerfabrik wurde 1939 eingestellt; die Haltestelle der Eisenbahn wurde bis 1971 betrieben.
Am Ende des Zweiten Weltkriegs führte entlang der heutigen Helmstedter Straße, vorbei am Schöppenstedter Turm, einer der letzten Fluchtwege für Wehrmachtsverbände und NS-Funktionsträger aus der von Truppen der US-Armee eingeschlossenen Stadt. In der Nacht zum 13. April 1945 wurde an einer Straßensperre am Schöppenstedter Turm der letzte Kampfkommandant Braunschweigs, Generalleutnant Karl Veith, von Amerikanern gefangen genommen.

Bei dem Großbrand einer ansässigen Chemiefabrik wurden im April 2024 große Teile der historischen Industriegebäude zerstört.

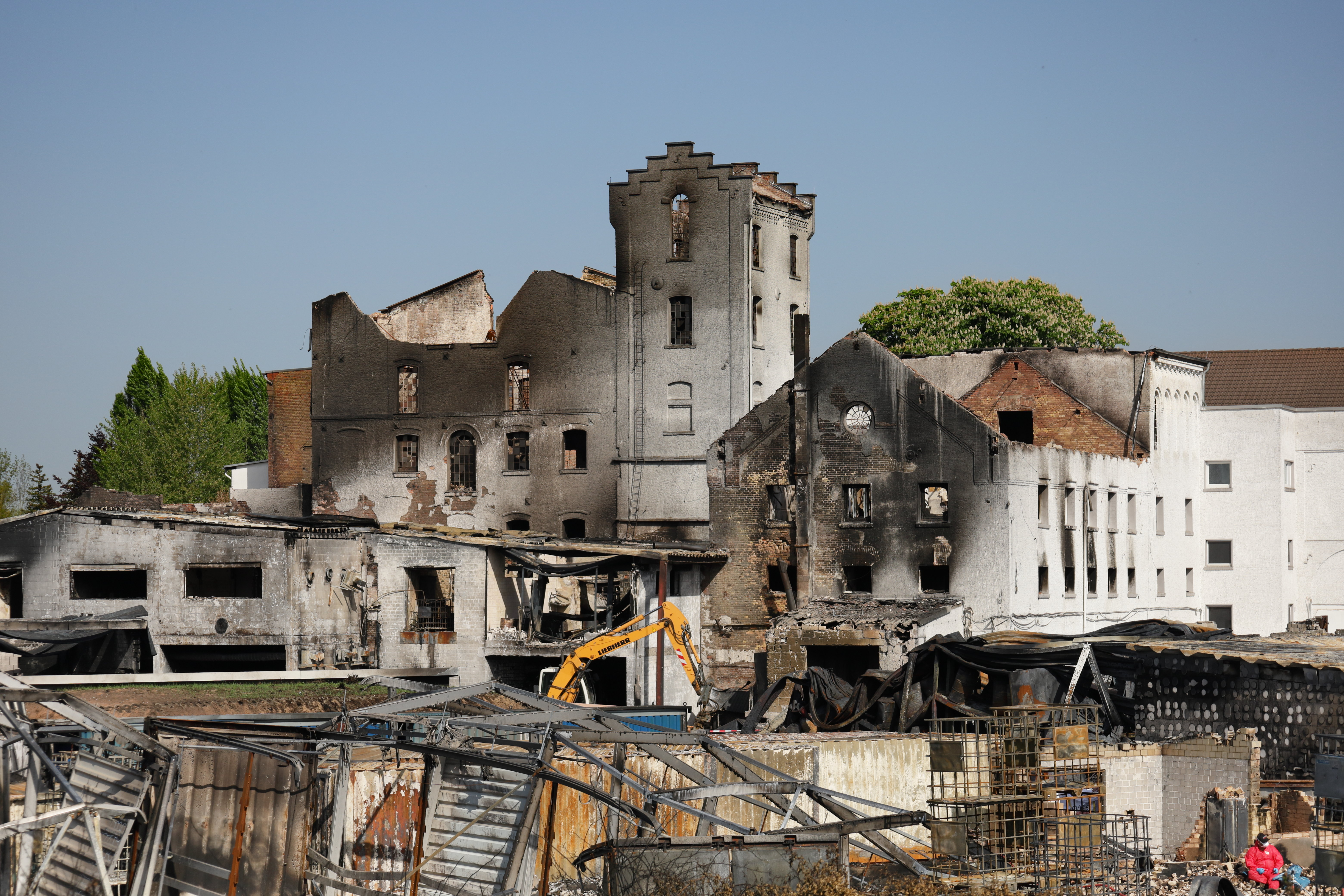
Das zerstörte Werksgelände nach dem Großbrand im April 2024

Heute ist der Schöppenstedter Turm ein Braunschweiger Ortsteil und Gewerbegebiet für kleine und mittelständische Unternehmen im Stadtbezirk Südstadt-Rautheim-Mascherode. Das Gebäude selber samt ehemaligem Biergarten liegt jedoch bereits auf dem Gebiet der Gemeinde Cremlingen.

## Umweltverschmutzung und literarische Adaption
In den Jahren 1881 bis 1883 klagten zwei Braunschweiger Müller zunächst erfolgreich gegen die Rautheimer Zuckerfabrik am Schöppenstedter Turm. Abwassereinleitungen der Zuckerfabrik in die Mittelriede und die Schunter hatten die Gewässer verunreinigt und durch Eutrophierung umkippen lassen. Das verstärkte Pflanzenwachstum in den Mühlenbächen hatte die Mühlräder zum Stillstand gebracht. Im Jahr 1884 unterlagen die Müller vor dem Reichsgericht.
Der Schriftsteller Wilhelm Raabe (1831–1910) wurde durch diesen Streitfall zu der im Jahr 1884 veröffentlichten Erzählung Pfisters Mühle angeregt.